# La Peña (przystanek kolejowy)
La Peña (hiszp. Estación de La Peña, bas: La Peñako geltokia) – przystanek kolejowy w Bilbao, w prowincji Vizcaya we wspólnocie autonomicznej Kraj Basków, w Hiszpanii.
Jest częścią linii C-3 Cercanías Bilbao.

## Położenie stacji
Znajduje się na linii kolejowej Castejón – Bilbao w km 246,5, na wysokości 41 m n.p.m.

## Historia
Przystanek został oficjalnie zainaugurowany 25 stycznia 2005. Powstał w celu obsługi dzielnicy La Peña w dystrykcie Ibaiondo. Jego budowa, która kosztowała około 6,5 miliona euro, była zlecona przez firmę Bilbao Ría 2000.

## Linie kolejowe
- Castejón – Bilbao